# Magnus Johnson
Magnus Johnson (Karlstad, 19 settembre 1871 – Litchfield, 13 settembre 1936) è stato un politico statunitense. È stato senatore e rappresentante al Congresso americano come membro del partito Contadino-Laburista.
Johnson nacque a Karlstad, in Svezia, e nel 1891 la sua famiglia si trasferì a La Crosse, nel Wisconsin, mentre due anni dopo si trasferì nella contea di Meeker del Minnesota.
Johnson ha svolto diversi lavori manuali prima di diventare agricoltore e, dal 1913, capo dell'American Society of Equity del Minnesota, un'importante organizzazione agricola. È stato membro sia della Camera dei rappresentanti del Minnesota dal 1915 al 1919, sia del Senato del Minnesota dal 1919 al 1923. Nel 1923 fueletto al Senato degli Stati Uniti per riempire il seggio reso vacante da Knute Nelson. Ha ricoperto la carica di senatore fino al 4 marzo 1925. Nel 1924 fu sconfitto nella rielezione al Senato. In seguito, fu eletto alla Camera dei rappresentanti, mantenendo tale status dal 1933 al 1935. Nel 1936 fu candidato dal partito Contadino-laburista come governatore del Minnesota ma senza successo. Nello stesso anno morì a Litchfield. È sepolto al cimitero di Dassel.